# Wilhelm Hadeler
Wilhelm Hadeler (* 12. November 1897 in Lauenburg; † 3. Dezember 1987 in Bad Salzuflen) war ein deutscher Schiffskonstrukteur, Marinebeamter, Lehrer für Schiffbau und veröffentlichte marinebezogene Artikel und Bücher.

## Leben

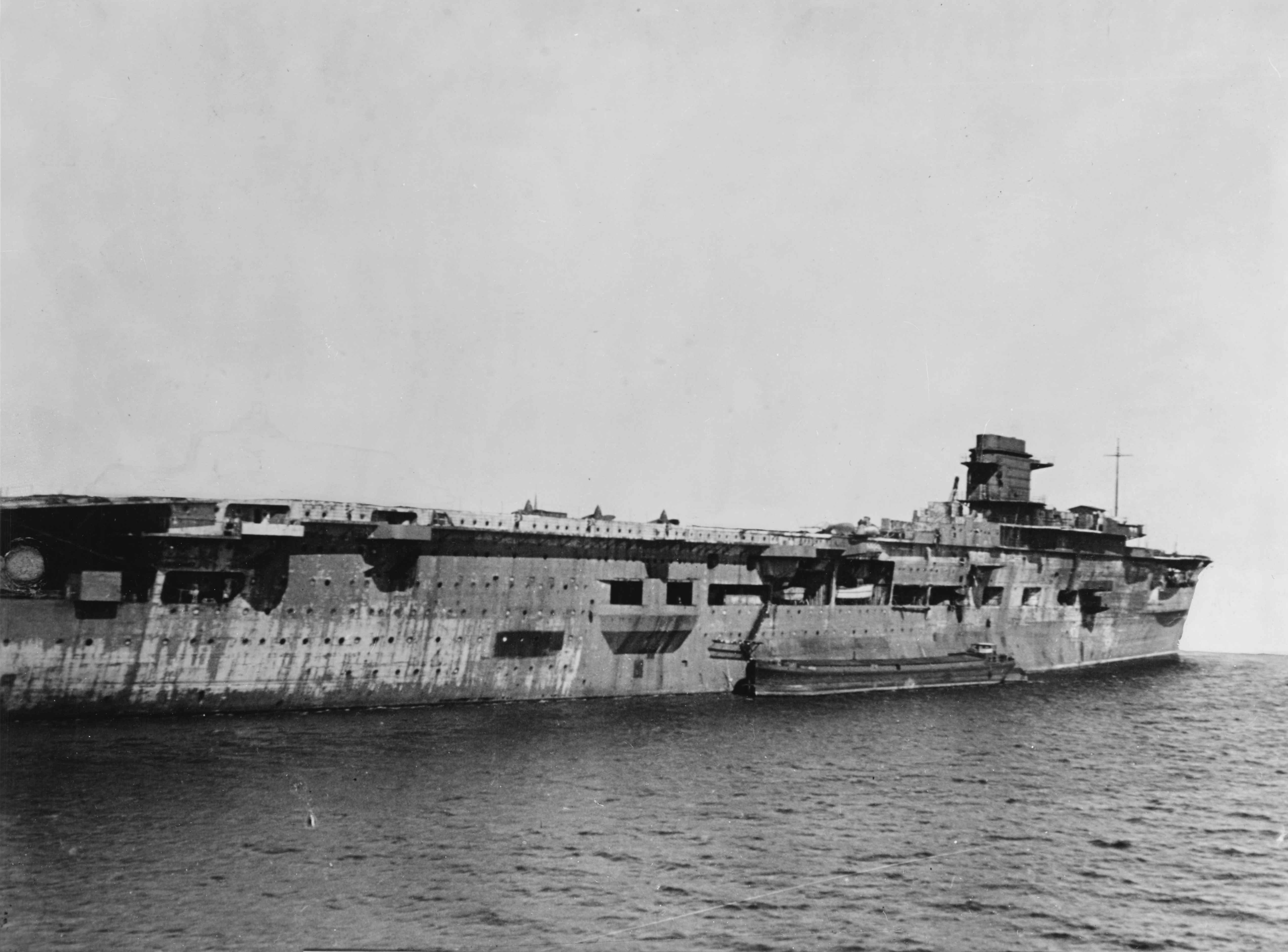
Die von Hadeler beaufsichtigte Graf Zeppelin (ursprünglich „Flugzeugträger A“), hier im Jahr 1947, wurde nie fertiggestellt.

Wilhelm Hadeler machte im Jahre 1917 das Abitur, war anschließend bei der Schiffswerft und Maschinenfabrik J. G. Hitzler in Lauenburg und leistete seinen Wehrdienst ab. Vom Herbst 1920 bis zum März 1925 studierte er Schiffbau an der Technischen Universität Berlin/Charlottenburg und legte die Diplomprüfung als Schiffbauer ab. Nach seinem Diplom im Jahre 1925 blieb er für die nächsten neun Jahre Assistent für Kriegsschiffbau an der Technischen Universität Berlin/Charlottenburg. 
Im April 1934 wurde er in das Konstruktionsamt der deutschen Kriegsmarine berufen, um den Entwurf für einen Flugzeugträger zu erarbeiten. Mit der Auftragsvergabe für die Flugzeugträger A und B im November 1935 war Hadeler für die Konstruktion und Bauüberwachung des Flugzeugträgers A, der auch gleichzeitig die Konstruktionsdaten für das Schwesterschiff Flugzeugträger B lieferte, zuständig.
Im Sommer 1939 legte Hadeler erfolgreich die Prüfung zum Schiffbaumeister ab. Im November 1939 endeten seine Aufgaben am Bau des Flugzeugträgers Graf Zeppelin und er wurde in Folge Direktor der Marinewerften Kiel und Wilhelmshaven und des Arsenals Gotenhafen. Vom August 1942 bis zum Frühjahr 1943 war er bei den Deutschen Werken in Kiel Leiter der Bauaufsicht des Flugzeugträgers Graf Zeppelin.
1943–44 diente er als Ratgeber für das Oberkommando der Kriegsmarine. 1945 war er Lehrer für Schiffbau in Flensburg-Mürwik. Bei seinem Ausscheiden aus der Kriegsmarine 1945 hatte er den Dienstgrad Marineroberbaurat. 

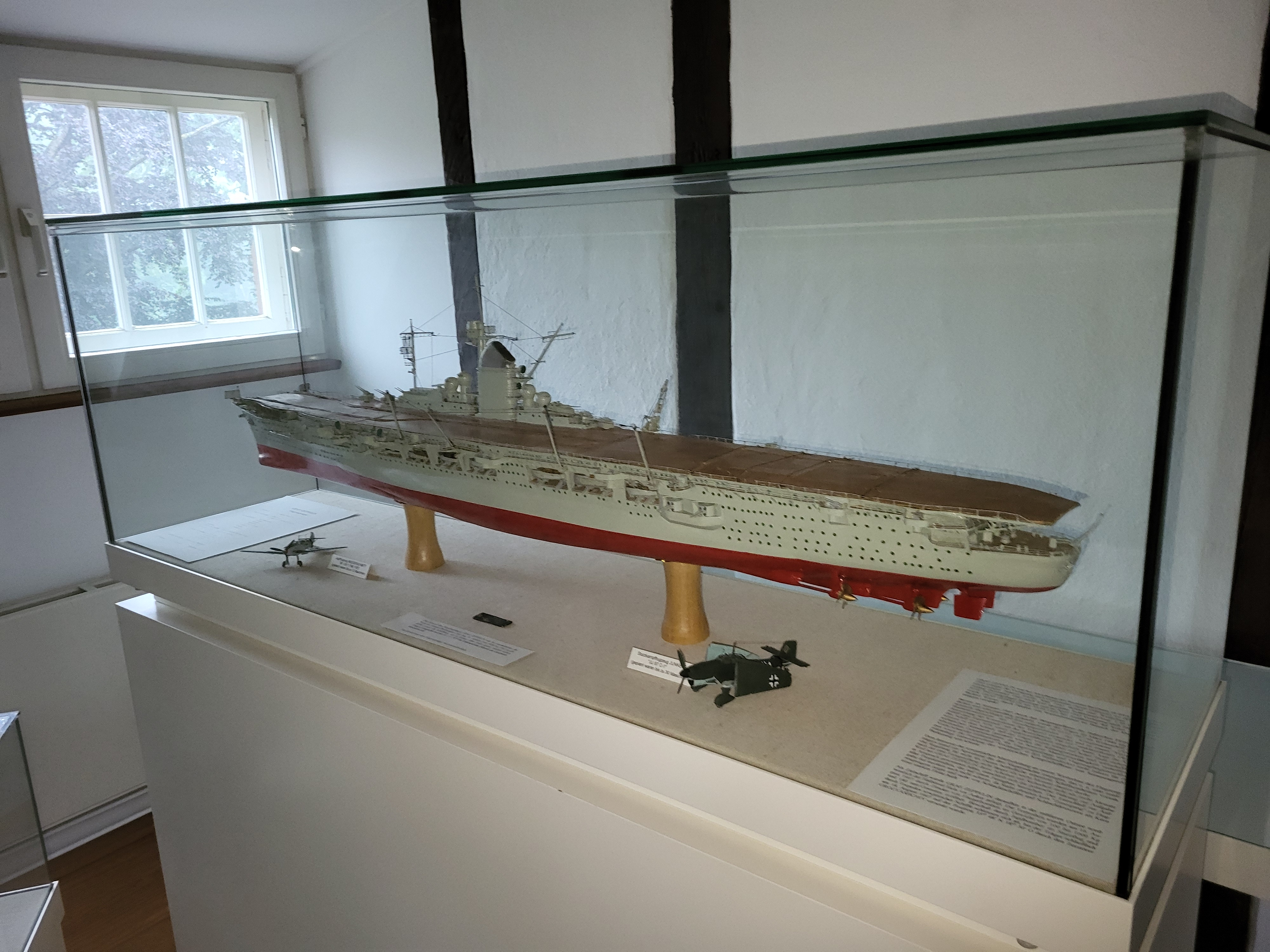
Während seiner Zeit als Schiffbaulehrer an der Marineschule Mürwik baute Hadeler persönlich ein Modell der Graf Zeppelin. Das Modell befindet sich heute im WGAZ der Marineschule.

Nach dem Krieg arbeitete Hadeler in der Industrie. Vom Herbst 1956 bis Herbst 1962 war er in der Bundesmarine wieder als Lehrer für Schiffbau an der Marineschule Mürwik tätig.
Neben seiner beruflichen Tätigkeit widmete Hadeler seine gesamte Freizeit der heimatkundlichen Forschung und damit über Jahrzehnte hinweg der wechselvollen Geschichte seiner Heimatstadt. Seine Beiträge erschienen auch in der Zeitschrift „Lauenburgische Heimat“. Sie gelten inzwischen ebenso als wertvolles Quellenmaterial wie die von ihm erstellte Bildersammlung mit zahlreichen Motiven der Stadt Lauenburg/Elbe.

## Veröffentlichungen
- Flugzeugschiffe,  J. F. Lehmanns Verlag, München/Berlin 1939
- Der Flugzeugträger, J. F. Lehmanns Verlag, München 1968
- Kriegsschiffbau, 2 Bände, Verlag Wehr und Wissen, Darmstadt 1968